# 大連兵事区
大連兵事区（だいれんへいじく）は、満洲国に設置された大日本帝国陸軍の兵事区の一つ。関東州を管轄領域とし、大連陸軍兵事部が置かれ徴兵・召集等兵事事務を所掌した。

## 概要
1941年（昭和16年）、陸軍管区表の改正で関東軍管区の下に関東州を管轄する大連兵事区が設置された。

## 大連陸軍兵事部長
| 代             | 氏名           | 階級           | 在任期間       | 出典           |
| 大連兵事部部長 | 大連兵事部部長 | 大連兵事部部長 | 大連兵事部部長 | 大連兵事部部長 |
| -------------- | -------------- | -------------- | -------------- | -------------- |
|                | 西畑敬爾       | 歩兵大佐       | 1942.8.1 -     | [ 2 ] [ 3 ]    |